# Tritodynamia rathbuni
Tritodynamia rathbuni is een krabbensoort uit de familie van de Macrophthalmidae. De wetenschappelijke naam van de soort is voor het eerst geldig gepubliceerd in 1932 door Shen.